# الجيش الوطني الأوكراني
الجيش الوطني الأوكراني (UNA) مجموعة عسكرية أوكرانية في الحرب العالمية الثانية، تم إنشاؤها في 17 مارس 1945 في فايمار في ألمانيا، وخضعً للجنة الوطنية الأوكرانية.
يتكون الجيش، الذي تشكل في 15 أبريل 1945، بقيادة الجنرال بافلو شاندروك، من الوحدات التالية:
- 1. يو ان ايه تشكل من 14 Waffen Grenadier في SS Galizien (الأوكرانية الأولى)؛
- 2. يو ان ايه يجري تنظيمها في لواءين - اللواء المضاد للدبابات Вільна Україна ("أوكرانيا الحرة") واللواء الثاني - من فلول جيش التحرير الأوكراني والوحدات الأوكرانية الأخرى، بقيادة الجنرال بيترو دياتشينكو؛
- جروب ب الخاصة بقيادة الجنرال تاراس بلبا بوروفيتس؛ [1]
- القوزاق الأوكراني الحر بقيادة العقيد تيريشينكو؛
- 1. لواء الاحتياط بقيادة العقيد هوديما؛
- 2. لواء الاحتياط بقيادة العقيد ماليتس.